# Ceyssac
Ne doit pas être confondu avec Saissac.
Ceyssac est une commune française située dans le département de la Haute-Loire, en région Auvergne-Rhône-Alpes.

## Géographie

### Localisation
La commune de Ceyssac se trouve dans le département de la Haute-Loire, en région Auvergne-Rhône-Alpes.
Elle se situe à 5 km par la route du Puy-en-Velay, préfecture du département.
Les communes les plus proches sont : 
Espaly-Saint-Marcel (2,1 km), Vals-près-le-Puy (3,3 km), Le Puy-en-Velay (3,9 km), Polignac (4,0 km), Aiguilhe (4,1 km), Saint-Christophe-sur-Dolaison (4,7 km), Sanssac-l'Église (4,7 km), Saint-Vidal (5,0 km).
| Sanssac-l'Église |                               | Espaly-Saint-Marcel |
|                  | Ceyssac                       | Vals-près-le-Puy    |
| Bains            | Saint-Christophe-sur-Dolaison |                     |

### Hydrographie
La commune est parcourue par le ruisseau de Ceyssac qui est un affluent en rive droite de la Borne.

### Climat
Pour des articles plus généraux, voir Climat d'Auvergne-Rhône-Alpes et Climat de la Haute-Loire.
En 2010, le climat de la commune est de type climat des marges montargnardes, selon une étude du Centre national de la recherche scientifique s'appuyant sur une série de données couvrant la période 1971-2000. En 2020, Météo-France publie une typologie des climats de la France métropolitaine dans laquelle la commune est exposée à un climat de montagne ou de marges de montagne et est dans la région climatique Sud-est du Massif Central, caractérisée par une pluviométrie annuelle de 1 000 à 1 500 mm, minimale en été, maximale en automne.
Pour la période 1971-2000, la température annuelle moyenne est de 9,2 °C, avec une amplitude thermique annuelle de 16,1 °C. Le cumul annuel moyen de précipitations est de 751 mm, avec 7,8 jours de précipitations en janvier et 6,2 jours en juillet. Pour la période 1991-2020, la température moyenne annuelle observée sur la station météorologique de Météo-France la plus proche, « Le Puy-Chadrac », sur la commune de Chadrac à 6 km à vol d'oiseau, est de 10,4 °C et le cumul annuel moyen de précipitations est de 632,0 mm,. Pour l'avenir, les paramètres climatiques de la commune estimés pour 2050 selon différents scénarios d'émission de gaz à effet de serre sont consultables sur un site dédié publié par Météo-France en novembre 2022.

## Urbanisme

### Typologie
Au 1er janvier 2024, Ceyssac est catégorisée commune rurale à habitat dispersé, selon la nouvelle grille communale de densité à sept niveaux définie par l'Insee en 2022.
Elle appartient à l'unité urbaine du Puy-en-Velay, une agglomération intra-départementale regroupant neuf communes, dont elle est une commune de la banlieue,,. Par ailleurs la commune fait partie de l'aire d'attraction du Puy-en-Velay, dont elle est une commune de la couronne,. Cette aire, qui regroupe 59 communes, est catégorisée dans les aires de 50 000 à moins de 200 000 habitants,.

### Occupation des sols
L'occupation des sols de la commune, telle qu'elle ressort de la base de données européenne d’occupation biophysique des sols Corine Land Cover (CLC), est marquée par l'importance des territoires agricoles (87,5 % en 2018), une proportion sensiblement équivalente à celle de 1990 (87,6 %). La répartition détaillée en 2018 est la suivante : 
prairies (57,2 %), zones agricoles hétérogènes (30,4 %), forêts (9,4 %), zones urbanisées (3 %). L'évolution de l’occupation des sols de la commune et de ses infrastructures peut être observée sur les différentes représentations cartographiques du territoire : la carte de Cassini (XVIIIe siècle), la carte d'état-major (1820-1866) et les cartes ou photos aériennes de l'IGN pour la période actuelle (1950 à aujourd'hui).

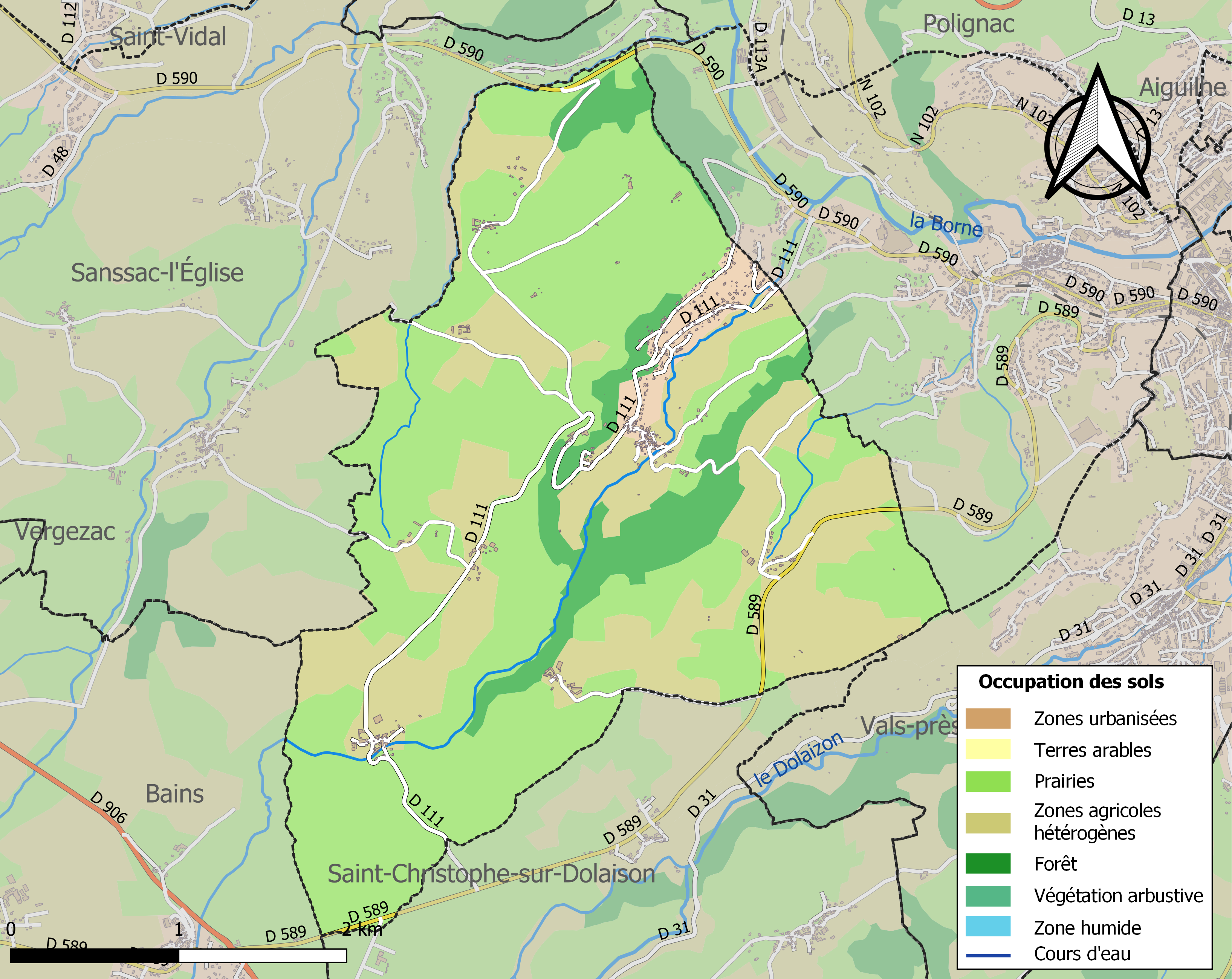
Carte des infrastructures et de l'occupation des sols de la commune en 2018 (CLC).
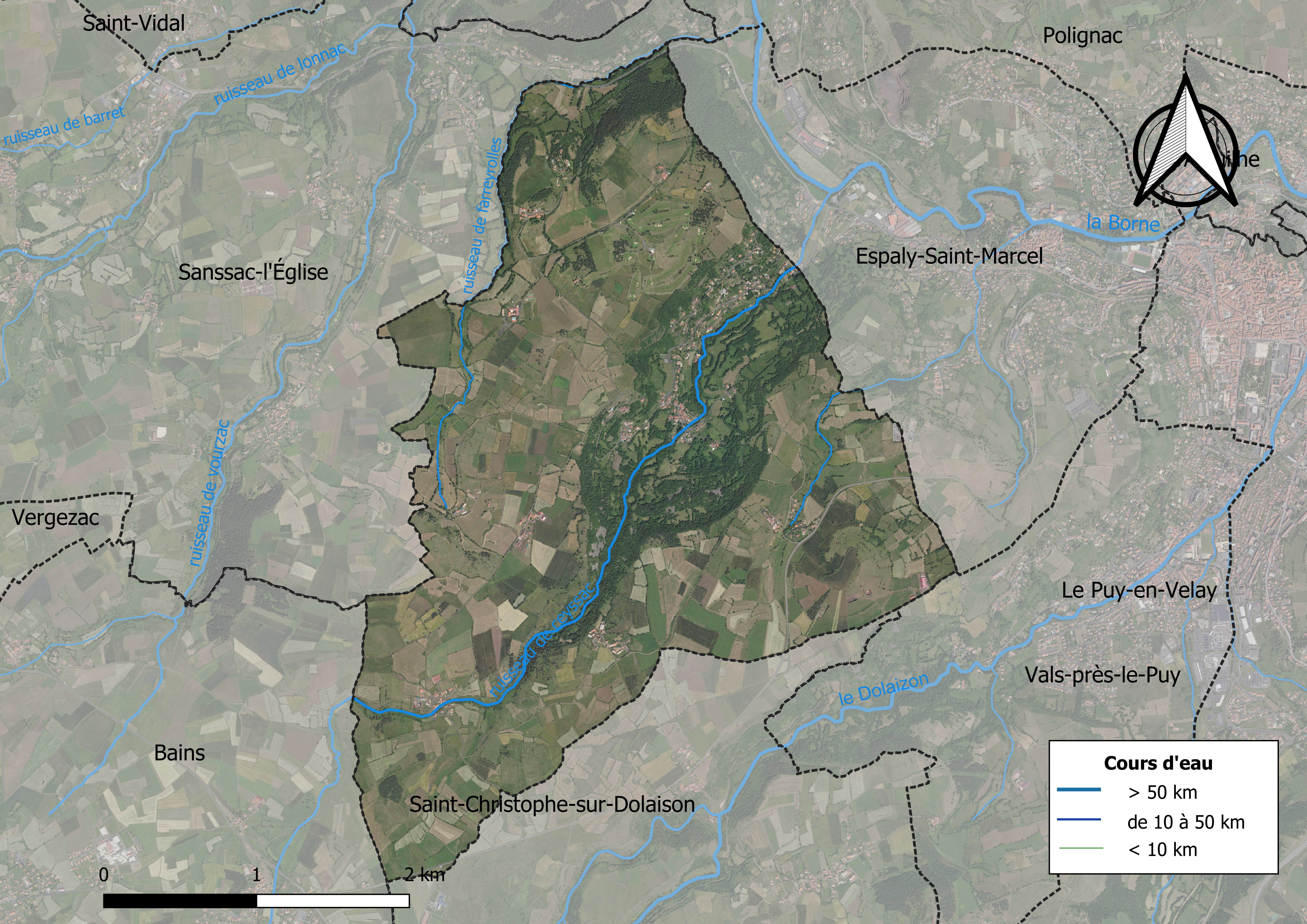
Carte orthophotographique de la commune.

### Habitat et logement
En 2018, le nombre total de logements dans la commune était de 226, alors qu'il était de 214 en 2013 et de 204 en 2008.
Parmi ces logements, 82 % étaient des résidences principales, 4,6 % des résidences secondaires et 13,4 % des logements vacants. Ces logements étaient pour 95,7 % d'entre eux des maisons individuelles et pour 3,4 % des appartements.
Le tableau ci-dessous présente la typologie des logements à Ceyssac en 2018 en comparaison avec celle de la Haute-Loire et de la France entière. Une caractéristique marquante du parc de logements est ainsi une proportion de résidences secondaires et logements occasionnels (4,6 %) inférieure à celle du département (16,1 %) mais supérieure à celle de la France entière (9,7 %). Concernant le statut d'occupation de ces logements, 85,8 % des habitants de la commune sont propriétaires de leur logement (91,2 % en 2013), contre 70 % pour la Haute-Loire et 57,5 pour la France entière.
| Typologie                                               | Ceyssac | Haute-Loire | France entière |
| ------------------------------------------------------- | ------- | ----------- | -------------- |
| Résidences principales (en %)                           | 82      | 71,5        | 82,1           |
| Résidences secondaires et logements occasionnels (en %) | 4,6     | 16,1        | 9,7            |
| Logements vacants (en %)                                | 13,4    | 12,4        | 8,2            |

## Toponymie
Anciennes mentions : Castrum quod vocatur Ceyssac, nobiles de Cheissac (XIe siècle), Castellum Celsiacus (1089), Sacsiacum (vers 1164), Castellum de Ceissac (1171), Saisac (1173), Castrum de Saissac (1229), Cessacum (1257), Castrum de Sayssaco (1330), Eccl. paroch. S. Johannis de Ceyssaco (1474), Ceyssacium (1514).
Selon le toponymiste Ernest Nègre, le toponyme Ceyssac dériverait du nom propre romain Cerius et du suffixe -acum. Albert Dauzat privilégie le latin Saxiacum, issu de saxum, « rocher ».

## Histoire

### Préhistoire et Antiquité
Ceyssac est peut-être habité depuis la Préhistoire, ses premiers occupants trouvant refuge dans les grottes du neck. Un village prit vie autour de celui-ci peut-être dès l'époque gauloise (un oppidum couvrant certainement le haut du rocher), et continua à être habité par les gallo-romains (Celsiacus, le nom du bourg en latin), une forteresse romaine remplaçant l'oppidum.
C'est une habitante du bourg qui au IIIe siècle, malade, se rendit sur le mont Anis et s'étendit sur la « pierre des fièvres », où lui serait apparue la Vierge Marie, origine de la construction de la cathédrale Notre-Dame du Puy-en-Velay.

### Moyen Âge
Le village fut une baronnie au moins dès le XIe siècle, date de construction de son château-fort (Castellum Celsiacus), remplaçant la forteresse romaine.
Guillemette de Ceyssac (née vers 1110-morte vers 1142), fille de Guillaume de Ceyssac, dernier représentant mâle des seigneurs de ce nom, se marie avec Pons III de Polignac, qui incorpore les lieux à ses domaines.
Bertrand de la Séauve, commandeur des Templiers du Puy en 1291, était originaire de Ceyssac.
Du XIIIe au XVe siècle, le Riou Pezouillou, qui naît au pied de l'ancien volcan du Croustet  sur le territoire de la commune, et se jette dans la Borne, était l'un des gisements de pierres précieuses les plus importants d'Europe,,. On y trouvait principalement des saphirs et des zircons, mais aussi quelquefois des émeraudes et des rubis, qui furent utilisés pour la confection de bijoux portés par les souverains français et par certains papes. En 1640, dans un traité sur la minéralogie, La restitution de Pluton, il n'est plus fait mention de saphirs ni d'émeraudes trouvés dans ce secteur.
Lors de la guerre de Cent Ans, en 1382, Ceyssac est détruit par des routiers Anglais. Le bourg ne se releva que grâce aux États du Velay qui le déchargèrent de tout impôt et lui apportèrent une aide financière. Le baron de Ceyssac à cette époque était  Randonnet Armand IX, vicomte de Polignac, qui déjà en 1365 avait taillé en pièces une telle bande. Il continua le combat jusqu'au 15 juin 1385, où il fut remplacé par son frère Randon Armand X, qui par son courage contre les Anglais et leurs alliés fut surnommé le Taureau de Salzuit. Le 4 février 1418, il fut nommé Capitaine et Lieutenant général des pays du Velay, Gévaudan, Vivarais et Valentinois. Le fléau des bandes armées en ces contrées cessa en 1419.

### De la Renaissance jusqu'à 1789
Les guerres religieuses affligèrent le Velay pendant plus de trente ans, de 1560 à 1596.
Les 24 et 25 janvier 1590, des escarmouches ont lieu sur le territoire situé entre Ceyssac et Espaly, puis le 3 février c'est le bourg qui est attaqué par les Ligueurs du Puy, qui ne peuvent prendre le château mais pillent le village et emmènent des prisonniers, libérés contre rançon. Ce raid fit deux morts parmi la garnison, et deux blessés graves chez les assaillants. Le 21 août 1591 viennent  trouver refuge les Royalistes (fidèles aux rois Henri III puis Henri IV) qui ont survécu aux combats contre la Ligue à Espaly. Quelques jours plus tard, Ceyssac se rend sans combat devant l'arrivée d'un fort parti de Ligueurs.
Le château est abandonné au XVIIe siècle, et très certainement utilisé comme carrière de pierres par les habitants. Le baronnie est vendue à un certain Michel Chambon le 15 mai 1694, qui semble être issu de la bourgeoisie, signe d'un changement d'époque. Son fils, Jean-Baptiste Chambon, baron de Ceyssac, fut aussi capitaine de la forteresse de Polignac, mais la baronnie est cédée en 1733 à la famille Gailhard de Couteaux, dont un représentant fut consul du Puy en 1698.

### De 1789 à aujourd'hui
Ceyssac est renommée Ceyssac-la-Roche en 1789, Ceissac en 1793, Ceissat en 1801, et devient une commune en 1790. Son premier maire (1790-1792) se nomme Jean-André Combernoux, le second Jean-Jacques Boudon (1793-1795). La mairie sera inaugurée seulement en mai 1899.
Au lendemain de la période révolutionnaire les ruines du château féodal sont rachetées par un certain Docteur Roux, qui fait bâtir au pied du neck un nouveau château moderne. Sa fille Sylvie se maria avec Jean Mathieu Bertrand de Doué (1776-1863), météorologiste et géologue qui écrivit des livres sur la géologie du Puy-en-Velay et de ses environs. Un boulevard de cette ville porte son nom.
En 1856, le château appartient au général Jean-Pierre Pellion, qui reçoit pendant plusieurs mois en repos son ami Aimable Pélissier, héros de la guerre de Crimée.
L'église troglodyte Sainte-croix du XIIe siècle est fermée et remplacée par un nouveau bâtiment en 1873.
En 1911 la municipalité compte 317 habitants. Seize de ses enfants tombèrent au Champ-d'Honneur lors de la Première Guerre mondiale.

## Politique et administration

### Découpage territorial
La commune de Ceyssac est membre de la communauté d'agglomération du Puy-en-Velay, un établissement public de coopération intercommunale (EPCI) à fiscalité propre créé le 26 décembre 2016 dont le siège est à Le Puy-en-Velay. Ce dernier est par ailleurs membre d'autres groupements intercommunaux.
Sur le plan administratif, elle est rattachée à l'arrondissement du Puy-en-Velay, au département de la Haute-Loire, en tant que circonscription administrative de l'État, et à la région Auvergne-Rhône-Alpes.
Sur le plan électoral, elle dépend du canton du Puy-en-Velay-1 pour l'élection des conseillers départementaux, depuis le redécoupage cantonal de 2014 entré en vigueur en 2015, et de la deuxième circonscription de la Haute-Loire  pour les élections législatives, depuis le redécoupage électoral de 1986.

### Liste des maires
| Période                                  | Période                   | Identité                           | Étiquette | Qualité |
| ---------------------------------------- | ------------------------- | ---------------------------------- | --------- | ------- |
| Les données manquantes sont à compléter. |                           |                                    |           |         |
| 1908                                     | ?                         | Marie Louis de Bécourt (1847-1931) |           |         |
| Les données manquantes sont à compléter. |                           |                                    |           |         |
| 2001                                     | 2008                      | Roger Chacornac                    | DVG       |         |
| 2008                                     | décembre 2010 (démission) | Roger Dufez                        |           |         |
| janvier 2011                             | mai 2020                  | Jean Yves Reynaud                  |           |         |
| mai 2020                                 | En cours                  | Sandra Lombardy,                   |           |         |

## Population et société

### Démographie

#### Évolution démographique
L'évolution du nombre d'habitants est connue à travers les recensements de la population effectués dans la commune depuis 1793. Pour les communes de moins de 10 000 habitants, une enquête de recensement portant sur toute la population est réalisée tous les cinq ans, les populations de référence des années intermédiaires étant quant à elles estimées par interpolation ou extrapolation. Pour la commune, le premier recensement exhaustif entrant dans le cadre du nouveau dispositif a été réalisé en 2005.

En 2022, la commune comptait 439 habitants, en évolution de +6,04 % par rapport à 2016 (Haute-Loire : +0,36 %, France hors Mayotte : +2,11 %).
| 1793 | 1800 | 1806 | 1821 | 1831 | 1836 | 1841 | 1846 | 1851 |
| ---- | ---- | ---- | ---- | ---- | ---- | ---- | ---- | ---- |
| 258  | 300  | 363  | 322  | 303  | 298  | 291  | 270  | 290  |

| 1856 | 1861 | 1866 | 1872 | 1876 | 1881 | 1886 | 1891 | 1896 |
| ---- | ---- | ---- | ---- | ---- | ---- | ---- | ---- | ---- |
| 312  | 339  | 336  | 336  | 336  | 325  | 360  | 366  | 359  |

| 1901 | 1906 | 1911 | 1921 | 1926 | 1931 | 1936 | 1946 | 1954 |
| ---- | ---- | ---- | ---- | ---- | ---- | ---- | ---- | ---- |
| 386  | 334  | 317  | 285  | 306  | 268  | 272  | 249  | 251  |

| 1962 | 1968 | 1975 | 1982 | 1990 | 1999 | 2005 | 2006 | 2010 |
| ---- | ---- | ---- | ---- | ---- | ---- | ---- | ---- | ---- |
| 240  | 286  | 319  | 372  | 407  | 405  | 397  | 394  | 398  |

| 2015 | 2020 | 2022 | - | - | - | - | - | - |
| ---- | ---- | ---- | - | - | - | - | - | - |
| 411  | 431  | 439  | - | - | - | - | - | - |

#### Pyramide des âges
La population de la commune est relativement âgée.
En 2018, le taux de personnes d'un âge inférieur à 30 ans s'élève à 28,3 %, soit en dessous de la moyenne départementale (31 %). À l'inverse, le taux de personnes d'âge supérieur à 60 ans est de 35,7 % la même année, alors qu'il est de 31,1 % au niveau départemental.
En 2018, la commune comptait 211 hommes pour 210 femmes, soit un taux de 50,12 % d'hommes, légèrement supérieur au taux départemental (49,13 %).
Les pyramides des âges de la commune et du département s'établissent comme suit.
| Hommes | Classe d’âge | Femmes |
| ------ | ------------ | ------ |
| 1,4    | 90 ou +      | 1,9    |
| 6,9    | 75-89 ans    | 7,4    |
| 27,8   | 60-74 ans    | 26,0   |
| 17,6   | 45-59 ans    | 20,0   |
| 17,1   | 30-44 ans    | 17,2   |
| 11,1   | 15-29 ans    | 10,2   |
| 18,1   | 0-14 ans     | 17,2   |

| Hommes | Classe d’âge | Femmes |
| ------ | ------------ | ------ |
| 0,9    | 90 ou +      | 2,5    |
| 8,4    | 75-89 ans    | 11,7   |
| 20,4   | 60-74 ans    | 20,5   |
| 21,3   | 45-59 ans    | 20,3   |
| 16,8   | 30-44 ans    | 16,3   |
| 15,2   | 15-29 ans    | 13,2   |
| 17     | 0-14 ans     | 15,6   |

## Économie

### Revenus
En 2018, la commune compte 184 ménages fiscaux, regroupant 416 personnes. La médiane du revenu disponible par unité de consommation est de 21 920 € (20 800 € dans le département).

### Emploi
| Division       | 2008  | 2013  | 2018  |
| -------------- | ----- | ----- | ----- |
| Commune        | 5,1 % | 4,3 % | 7 %   |
| Département    | 6,3 % | 7,7 % | 7,7 % |
| France entière | 8,3 % | 10 %  | 10 %  |

En 2018, la population âgée de 15 à 64 ans s'élève à 238 personnes, parmi lesquelles on compte 73,8 % d'actifs (66,8 % ayant un emploi et 7 % de chômeurs) et 26,2 % d'inactifs,. Depuis 2008, le taux de chômage communal (au sens du recensement) des 15-64 ans est inférieur à celui de la France et du département.
La commune fait partie de la couronne de l'aire d'attraction du Puy-en-Velay, du fait qu'au moins 15 % des actifs travaillent dans le pôle,. Elle compte 42 emplois en 2018, contre 43 en 2013 et 46 en 2008. Le nombre d'actifs ayant un emploi résidant dans la commune est de 161, soit un indicateur de concentration d'emploi de 26,4 % et un taux d'activité parmi les 15 ans ou plus de 51,3 %.
Sur ces 161 actifs de 15 ans ou plus ayant un emploi, 20 travaillent dans la commune, soit 12 % des habitants. Pour se rendre au travail, 87,9 % des habitants utilisent un véhicule personnel ou de fonction à quatre roues, 0,6 % les transports en commun, 3,6 % s'y rendent en deux-roues, à vélo ou à pied et 7,9 % n'ont pas besoin de transport (travail au domicile).

## Culture locale et patrimoine

### Lieux et monuments

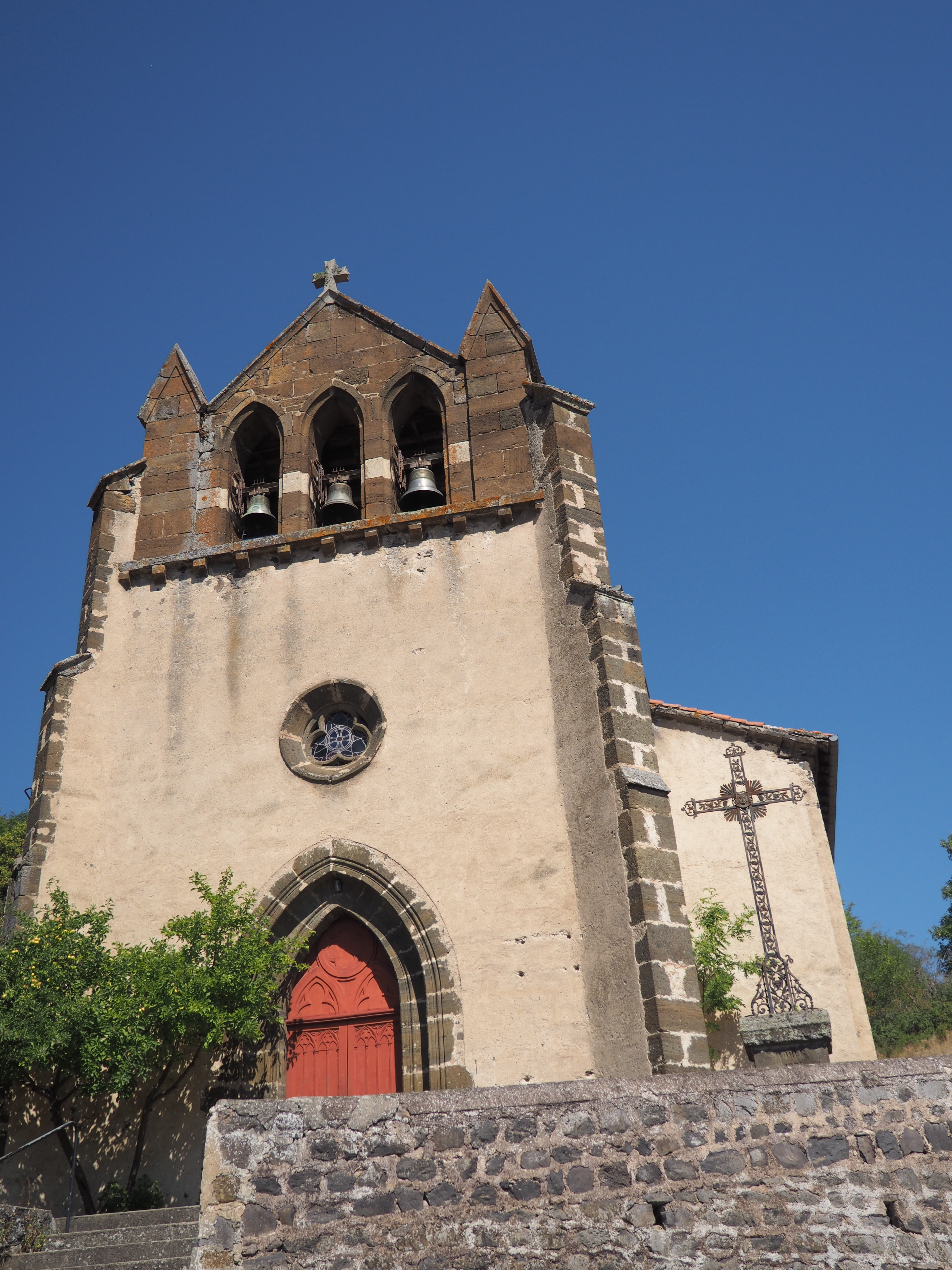
Église de l'exaltation de la Sainte Croix à Ceyssac (Haute Loire)

Plusieurs monuments sont présents sur la commune. Le bourg est bâti autour d'un rocher. On peut citer le donjon féodal sur le rocher, l'ancienne église Sainte-Croix construite à même le rocher. Il y a également les abris troglodytes autour du rocher. Il faut noter qu'une autre église est présente à l’entrée du village, l'église de l'exaltation de la Sainte Croix. Le monument aux morts se situe dans le cimetière.
Un château plus récent du XIXe complète les bâtiments principaux du bourg.

### Personnalités liées à la commune
On peut citer Jules Vallès puisque ses parents s'y sont mariés le 16 février 1829.